# پخ‌باله‌ها
پخ‌باله‌ها سردهای از آب‌بازسانان است که شامل دو گونه دلفین نهنگی پوزه‌کوتاه و دلفین پخ‌باله استرالیایی است. تا مدت‌ها گمان بر این می‌رفت که این سرده تنها دارای یک گونه، دلفین نهنگی پوزه‌کوتاه، است؛ اما بررسی‌های ژنتیکی در سال ۲۰۰۵ نشان دادند که دلفین پخ‌باله استرالیایی رابطه نزدیکی با این دلفین دارد. پژوهش‌های فیلوژنتیک ملکولی تازه نشان می‌دهند که این سرده با سرده «گرگ‌های دریا»، که نهنگ قاتل را در بر می‌گیرد، رابطه نزدیک دارد و این دو با هم زیرخانواده Orcininae را تشکیل می‌دهند.